# Kanton Villers-Farlay
Villers-Farlay is een voormalig kanton van het Franse departement Jura. Het kanton maakte sinds mei 2006 deel uit van het arrondissement Dole, daarvoor behoorde het tot het arrondissement Lons-le-Saunier. Het werd opgeheven bij decreet van 17 februari 2014 met uitwerking op 22 maart 2015.

## Gemeenten
Het kanton Villers-Farlay omvatte de volgende gemeenten:
- Chamblay
- Champagne-sur-Loue
- Cramans
- Écleux
- Grange-de-Vaivre
- Mouchard
- Ounans
- Pagnoz
- Port-Lesney
- Villeneuve-d'Aval
- Villers-Farlay (hoofdplaats)